# Западна Тракија
Западна Тракија (тур. Batı Trakya; буг. Западна Тракия или Беломорска Тракия) је историјска и географска покрајина у Грчкој, смјештена између ријека Нестос и Марице у сјевероисточном дијелу државе. Заједно са Македонијом, Епиром и понекад Тесалијом, понекад се назива сјеверном Грчком. Такође се користи назив и Грчка Тракија, да би се разликовала од Источне Тракије, која се налази источно од ријеке Марице и представља европски дио Турске, и Сјеверне Тракије, дијела Тракије који се налази у Бугарској.
Насељена од палеолита, била је под политичким, културним и лингвистичким утицајем Грка од античког времена. Грци са Егејских острва су у великој мјери колонизовали област (посебно приобални дио) и градили напредне градове као што су Абдера (дом Демокрита) и Сали (близу садашњег Александруполиса). За вријеме Византијског царства, Западна Тракија је имала великог значаја од свог положаја у близини царске пријестонице и постала је средиште средњовјековне грчке привреде и културе; за вријеме Османског царства, велики број муслимана се населио у овој области, означавајући настајање муслиманске мањине у Грчкој.
Топографија, Тракија лежи између планина и затворених сливола различите величине и дубоко усјечених ријечних долина. Подјељена је узмеђу три округа (раније префектуре): Ксанти, Родопи и Еврос, које заједно са окрузима Драма, Кавала и Тасос чине периферију Источна Македонија и Тракија.
Четврти армијски корпус Оружаних снага Грчке је смјештен у Ксантију; у посљедњих неколико година, област је под међународном медијском пажњом након што је постала кључно мјесто за улазак илегалних имиграната који желе да се домогну западних држава Европске уније; грчке безбједоносне снаге, које раде заједно са Фронтексом, су распоређене на грчко-турској граници ради спречавања даљег долива имиграната.